# Johann David Sauerländer (Jurist)
Johann David Sauerländer (* 11. Februar 1881 in Reichenau im Mühlkreis; † 1969 in Sankt Gallen (Steiermark)) war ein deutscher Jurist. In der Zeit des Nationalsozialismus war er zunächst Rat am Bayerischen Obersten Landesgericht und ab 1935 bis zu seiner Zwangspensionierung 1939 Rat am Oberlandesgericht München. Als einer von wenigen deutschen Richtern war er am Widerstand gegen den Nationalsozialismus beteiligt.

## Leben und Wirken

### Familie und Ausbildung
Johann David Sauerländer entstammt einer österreichischen, konservativen, protestantischen Kaufmannsfamilie. Nach seinem Studium der Rechtswissenschaften an der Ludwig-Maximilians-Universität München, das er mit der ersten juristischen Staatsprüfung 1903 mit Platzziffer 1 abschloss, und dem zweiten juristischen Staatsexamen 1907 war er zunächst Hilfsarbeiter im bayerischen Justizministerium. 

### Berufliches Wirken
Ab 1908 war Sauerländer zunächst Staatsanwalt beim Landgericht München I, ab 1910 bis 1916 Richter am Amtsgericht München. Im Ersten Weltkrieg war er Soldat des deutschen Kaiserreichs. Nachdem er von 1917 bis 1920 wieder Staatsanwalt war, wurde er 1920 zunächst Landgerichtsrat und bald darauf Oberregierungsrat und ab 1925 Ministerialrat im bayerischen Staatsministerium der Justiz. Während dieser Zeit war er Vorsitzender des Ausschusses für die juristischen Universitätsschlussprüfungen in München und arbeitete in einer Kommission des Reichsjustizministeriums zur Reform des Zwangsvollstreckungsverfahrens in der Weimarer Republik mit. Gemeinsam mit Hugo Freudenthal verfasste Sauerländer einen Kommentar zur Zivilprozessordnung. Ebenfalls arbeitete er als Redakteur der zwischen 1914 und 1933 erschienen Leipziger Zeitschrift für Deutsches Recht. 
1933 ließ sich Johann David Sauerländer auf einer Ratsstelle am Bayerischen Obersten Landesgericht versetzen, da er nicht als Beamter unter dem nationalsozialistischen bayerischen Justizminister und späteren Kriegsverbrecher Hans Frank dienen wollte. In dieser Zeit verfasste er auf den Vorschlag des damaligen Präsidenten des Gerichts Gustav Müller eine Beschlussvorlage, in der er das anlässlich des Röhm-Putschs 1934 erlassene Gesetz über Maßnahmen der Staatsnotwehr als rechtswidrig, ungültig und nichtig bezeichnete und mit dem Satz „Wir sind Richter, nicht Götzendiener“ deutsche Richter zum Widerstand aufrief. Jedoch wurde dieser Beschluss nie erlassen, da Gustav Müller das Vorhaben schließlich als zu gefährlich bezeichnete und den Beschluss verbrannte.
Da das nationalsozialistische Modell der Gleichschaltung der Justiz keine obersten Landesgerichte vorsah, wurde das Bayerische Oberste Landesgericht 1935 von den Nationalsozialisten aufgelöst. Sauerländer wechselte als Rat an das Oberlandesgericht München. Dem dortigen Präsidenten Alfred Dürr fiel er durch sein oppositionelles Verhalten auf, so verweigerte er den Hitlergruß zu Beginn und zum Abschluss öffentlicher Sitzungen, obwohl dies damals in einer Bekanntmachung des Bayerischen Justizministeriums so vorgeschrieben wurde. Auch verweigerte Sauerländer, obwohl er einen Kommentar zum Zivilprozessrecht verfasst hatte, eine Mitwirkung bei der von den Nationalsozialisten geplanten Zivilprozessrechtsreform. Dies begründete er später damit, dass er „mit Männern, die mit der einen Hand Gesetze schrieben und mit der anderen Schandtaten begingen, ja sogar beide zu verschmelzen verstanden, nicht zusammenarbeiten wollte“. 1939 wurde Sauerländer als Richter zwangspensioniert, wobei dies zwar auf seinen eigenen Antrag geschah, dieser jedoch durch immensen politischen Druck Dürrs veranlasst wurde.
Nach dem Ende des Zweiten Weltkriegs bewarb sich Sauerländer vergeblich um die Wiedereinstellung in den öffentlichen Dienst, wo er sich am Wiederaufbau der deutschen Justiz beteiligen wollte. Der damalige bayerische Ministerpräsident Wilhelm Hoegner sah jedoch, trotz einer Empfehlung des Münchner SPD-Stadtrates Karl Sebastian Preis, ebenso wie der nachfolgende Ministerpräsident Hans Ehard von einer Einstellung Sauerländers aus Altersgründen ab.

## Zitate
Aus der Promemoria eines Bayerischen Richters zu den Juni-Morden 1934 stammt das viel rezipierte Zitat Johann David Sauerländers: 

„Von einem Arzt, der in Pestzeiten seine Dienste einstellt und das Weite sucht, ist nicht viel zu halten. Wir Richter [...], die wir unser Leben im Dienst des Rechts verbracht haben und in Ehren grau geworden sind, wir wollen nicht einem solche Arzte gleichen; wir wollen das Recht in der Stunde der höchsten Gefahr nicht im Stich lassen. Den Tod und die irdischen Drangsale, die man über uns verhängen mag, fürchten wir nicht; wohl aber fürchten wir die Schande und das Grauen, darein wir das deutsche Volk versinken sehen. Darum haben wir uns zusammengefunden und erklären, unseres Richtereides eingedenk feierlich vor Gott und der Welt: Wenn wirklich die von der Reichsregierung verkündeten Grundsätze von nun an deutsches Recht sein sollen, so haben wir mit diesem Rechte nichts mehr gemein. Wir sind Richter und keine Götzendiener.“

## Auszeichnungen
1955 verlieh ihm die Johann Wolfgang Goethe-Universität Frankfurt am Main einen Ehrendoktortitel.

## Rezeption
Heribert Prantl erinnert in mehreren Beiträgen an das Wirken Sauerländers und kommt zu dem Schluss, dass „seine Abhandlung über das Recht (..) heute den jungen Juristen zusammen mit dem Staatsexamenszeugnis überreicht werden (sollten).“